# 矢嵜風花
矢嵜 風花（やざきふうか、1987年6月11日 - ）は、日本の歌手（ゴスペルシンガー）。

## 経歴
1987年6月11日、東京都に生まれる。群馬県高崎市に育つ。プロフィールでも高崎出身と公言している。
両親ともクリスチャンというクリスチャンホームに育つ。その関係もあって幼い頃からゴスペルのある生活を送る。小学生のころの夢はゴスペルシンガーになることだったが、その夢は「押し入れの奥に」忘れ去られる。高校時代は合唱部に所属。
いったんは公務員（保育士とする資料もある）として働く。その間も趣味でバンド活動などを行うも、それを仕事にするという考えはなかった。しかし2013年、転機が訪れる。当時通っていた教会の牧師の「神には不可能な事は何一つ無い」「この神を信じるなら、すべてが可能な世界で生きる事が出来る」という話を聞き、「すべてのことが可能ならば自分は何がしたいのか」と考えるようになった。2013年10月より本格的に音楽活動を開始。
2014年11月15日、明和学園短期大学の「橘祭」に出演。
2015年、YouTubeで楽曲「あたらしい明日へ」を発表。好評を博し、卒園式ソングとして保育園・幼稚園で歌われた。2015年5月24日、インターナショナルファミリーチャーチ（高崎市中豊岡町）で開催されたチャリティコンサート「COMPASSION」に出演。
2016年、「You are Special」というイベントを開催。自身「夢」と語る「自殺者を減らしたい」というコンセプトのイベントはこれが初めてである。
2017年4月22日、Music Bar Teen Spirits（川崎市川崎区東田町）でライブに出演。2017年8月12日、Club FLEEZ（高崎市宮元町）にて「GunMARVELOUS vol.2」総合MC。
2018年10月27日、桐生大学・桐生大学短期大学部の大学祭・「きらめき祭」に出演。11月23日、群馬県立観音山ファミリパークで開催されたコンサート「グンマー★一揆」に出演。この年、自身初のワンマンライブ。
その他、イリュージョンアシスタントとしても活動する。あるイベントのMCの仕事でマジシャンのYu-Kiと知り合う。それがきっかけでマジックショーのMCやアシスタント（ステージ上で切られたり刺されたり）を務めるようになる。モデルとして撮影会やファッションショーに出演した実績あり。FM桐生「Music TRAIN」準レギュラーである。

### 人物
血液型はA型。DIYが得意で畳をフローリングに替えたり砂壁を塗りなおしたこともある。犬と猫を飼っている。

## ディスコグラフィ
- あたらしい明日へ
- 君のために
- Worship to you（以上出典:[11]）
- 朝靄 ASAMOYA（2019年4月1日[5]）